# لوتن فون کرامر
لوتن فون کرامر (انگلیسی: Lotten von Kræmer; ۶ اوت ۱۸۲۸ – ۲۳ دسامبر ۱۹۱۲) نویسنده، شاعر، و طراح اهل سوئد بود.
او بنیان‌گذار انجمن ادبی انجمن نه نفره بود و همراه با مارتینا برگمان-استربری، از تأمین‌کنندگان اصلی مالی انجمن ملی حق رأی زنان به‌شمار می‌رفت.

## زندگی‌نامه
لوتن فون کرامر در استکهلم زاده شد. او دختر فرماندار استان اوپسالا، بارون روبرت فردریک فون کرامر و ماریا شارلوت (لوتن) سودربری و خواهر رابرت فون کرامر، نویسنده، دانشمند و سیاست‌مدار بود. وی در اقامتگاه فرمانداری در قلعه اوپسالا واقع در اوپسالا بزرگ شد و تحصیلات خصوصی خود را نزد استادان دانشگاه اوپسالا دریافت کرد.
او چهره‌ای محبوب در محافل فرهنگی و روشنفکری اوپسالا بود. نویسندگانی چون اریک گوستاو یه‌یر و پر دانیل آتربوم با خانوادهٔ او آشنا بودند و فردریکا برمر از دوستان مادرش بود. خودش نیز در زمینه‌های هنری گوناگونی استعداد نشان داد: در شب‌های ادبی می‌نوشت، در مهمانی‌ها می‌رقصید و در تئاترهای آماتور نقش‌آفرینی می‌کرد؛ از جمله در نقش جین ایر، که زیر نظر الیس هواسر، بازیگر مشهور، آموزش دید.
او برای درمان مشکلات شنوایی‌اش به پزشک ویلیام وایلد مراجعه کرد و با همسر او جین وایلد دوستی یافت. این دو بر سر علاقهٔ مشترک‌شان به حقوق زنان و ادبیات با یکدیگر ارتباط نزدیکی پیدا کردند.
در تابستان سال ۱۸۴۷، به همراه خانواده‌اش به آلمان، اتریش و ایتالیا سفر کرد. اما از همان سال، شنوایی‌اش به دلیل ابتلا به تب اسکارلت رو به وخامت گذاشت و سرانجام ناشنوا شد. این اتفاق به انزوای اجتماعی او انجامید و تأثیر عمیقی بر روحیه‌اش گذاشت. در سال ۱۸۵۵ با استن یوهان استنبرگ، دانشجوی محافظه‌کار، نامزد شد، اما به دلیل کاهش شنوایی‌اش و نیز به دلیل اینکه استنبرگ نتوانست با افکار رادیکال و جاه‌طلبی‌های ادبی‌اش کنار بیاید، این نامزدی پایان یافت. او هرگز ازدواج نکرد.
در سال ۱۸۸۰، پس از مرگ پدرش، ثروت بزرگی به ارث برد که به گفته منابع، آن را به‌خوبی اداره می‌کرد. به استکهلم نقل مکان کرد، جایی که سبک زندگی‌اش به‌تدریج زاهدانه و ساده شد تا آن‌جا که از او با عنوان «اصلی تراژیک» یاد می‌شد. او بخش بزرگی از ثروتش را وقف حمایت از سازمان‌های خیریه و اصلاح‌طلبان اجتماعی کرد.

### اصلاح‌طلب اجتماعی
فون کرامر به اصلاحات اجتماعی، از جمله حقوق زنان، علاقه‌مند بود و در سال ۱۸۷۲ نخستین صندوق بورسیه برای دانشجویان زن در دانشگاه اوپسالا را بنیان نهاد. او همچنین از نشریهٔ Ord och Bild، انجمن فردریکا برمر، دوستان صنایع‌دستی و نوانخانهٔ اوسترمالم برای کودکان فقیر حمایت مالی کرد.
او همچنین در مبارزه برای حق رأی زنان شرکت داشت و از بزرگ‌ترین حامیان انجمن ملی حق رأی سیاسی زنان بود. در کنگره بین‌المللی حق رأی که در ژوئن ۱۹۱۱ در استکهلم برگزار شد، هنگامی که فعالان حق رأی در شهر راه‌پیمایی می‌کردند، مقابل بالکن او توقف کردند تا از نقش مهم او در این جنبش تقدیر کنند. ششمین کنگرهٔ اتحاد بین‌المللی حق رأی زنان نیز عمدتاً با حمایت مالی او برگزار شد.

### انجمن نه نفره
فون کرامر انجمن انحصاری انجمن نه نفره را بنیان‌گذاری کرد و دارایی خود را به این انجمن واگذار کرد؛ امری که از جمله به پایه‌گذاری جایزه لوتن فون کرامر انجامید. مجموعه آثار او نیز در سال ۱۹۱۸ توسط این انجمن منتشر شد.

## مرگ
فون کرامر در استکهلم درگذشت.
او در گورستان قدیمی اوپسالا به خاک سپرده شده است.